# Dennis Diekmeier
Dennis Diekmeier (Thedinghausen, 20 de outubro de 1989) é um futebolista alemão que atua como lateral-direito. Atualmente, joga pelo Sandhausen.

## Carreira
Dennis Diekmeier começou a carreira no Werder Bremen II.

## Títulos
Seleção Alemã
- Campeonato Europeu Sub-19: 2008